# Distopyrenis quercicola
Distopyrenis quercicola är en lavart som beskrevs av R. C. Harris. Distopyrenis quercicola ingår i släktet Distopyrenis och familjen Pyrenulaceae.   Inga underarter finns listade i Catalogue of Life.